# 皮埃蒙特 (美國)

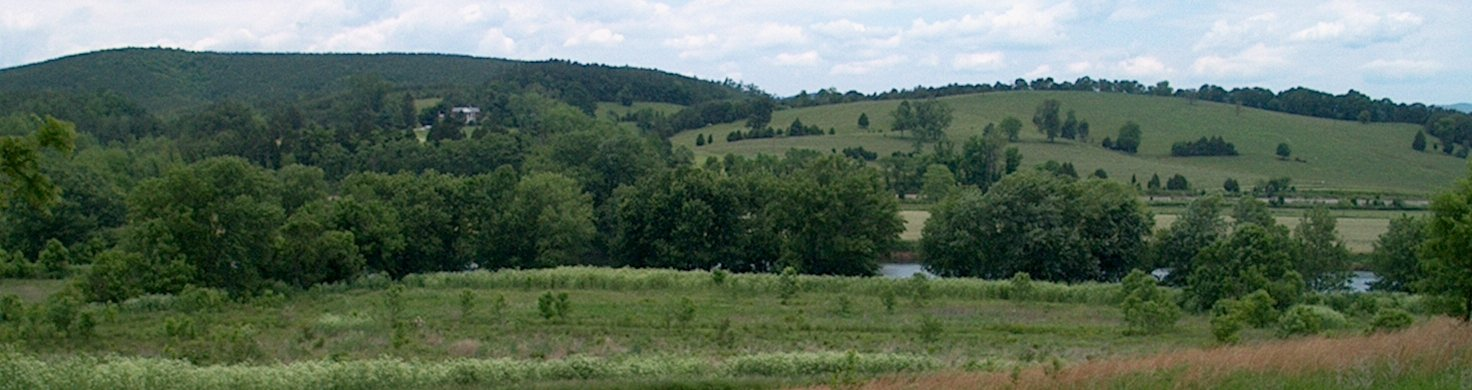
詹姆斯河流經皮埃蒙特地區的丘陵

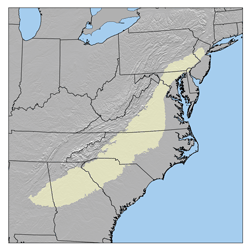
黃色部分為其地理位置

皮埃蒙特（英語：Piedmont）是特指美國東部沿海至阿巴拉契亞山脈的一片丘陵地區，綿延自紐澤西州至阿拉巴馬州。「皮埃蒙特」一詞源於法國，意指山腳下的地區，同樣使用這詞的還有義大利的皮埃蒙特大区，該區為一塊緊靠阿爾卑斯山的低地。